# Інканюш
Інканюш (рос. Инканюш) — річка в Російській Федерації, що протікає на Камчатці. Впадає у Тихий океан. Довжина — 27 км. Протікає територією Єлізовського району Камчатського краю.